# Máximo Santa Cruz
ssiCiudad de Guatemala, 1968), más conocido como Max Santa Cruz, es un diplomático y político guatemalteco. Fue el candidato a vicepresidente en las elecciones generales de 2023 junto a Edmond Mulet por el partido Cabal.

## Biografía
Santa Cruz fue Cónsul General de Guatemala en Miami, Florida en 1996. Más tarde se involucró en la política nacional y fue nombrado Secretario Privado del vicepresidente Eduardo Stein de 2004 a 2008. Stein nombró a Santa Cruz como Director Ejecutivo Nacional para Guatemala en el Plan Trifinio en 2006.
Santa Cruz fue candidato a diputado por el partido Acción de Desarrollo Nacional (ADN) en las elecciones generales de 2011, pero no fue electo. En 2012, Santa Cruz fue nombrado asesor por la entonces comisionada para la Reforma Policial Adela de Torrebiarte en el Ministerio de Gobernación. Posteriormente, fue candidato a síndico en las elecciones a la alcaldía de Ciudad de Guatemala de 2019 por el partido Compromiso, Renovación y Orden, sin éxito.
Santa Cruz fue anunciado como compañero de fórmula de Edmond Mulet por el partido político Cabal en las elecciones generales de 2023.